# Uzeničky
Uzeničky (en allemand : Klein Usenitz, précédemment Deutsch Usenitz) est une commune du district de Strakonice, dans la région de Bohême-du-Sud, en République tchèque. Sa population s'élevait à 123 habitants en 2020.

## Géographie
Uzeničky se trouve à 9 km au nord-est de Blatná, à 26 km au ouest de Strakonice, à 69 km au nord-ouest de České Budějovice et à 75 km au sud-ouest de Prague.
La commune est limitée par Mišovice au nord et à l'est, par Uzenice au sud et par Blatná et Bělčice à l'ouest.

## Histoire
La première mention écrite du village date de 1260.

## Galerie

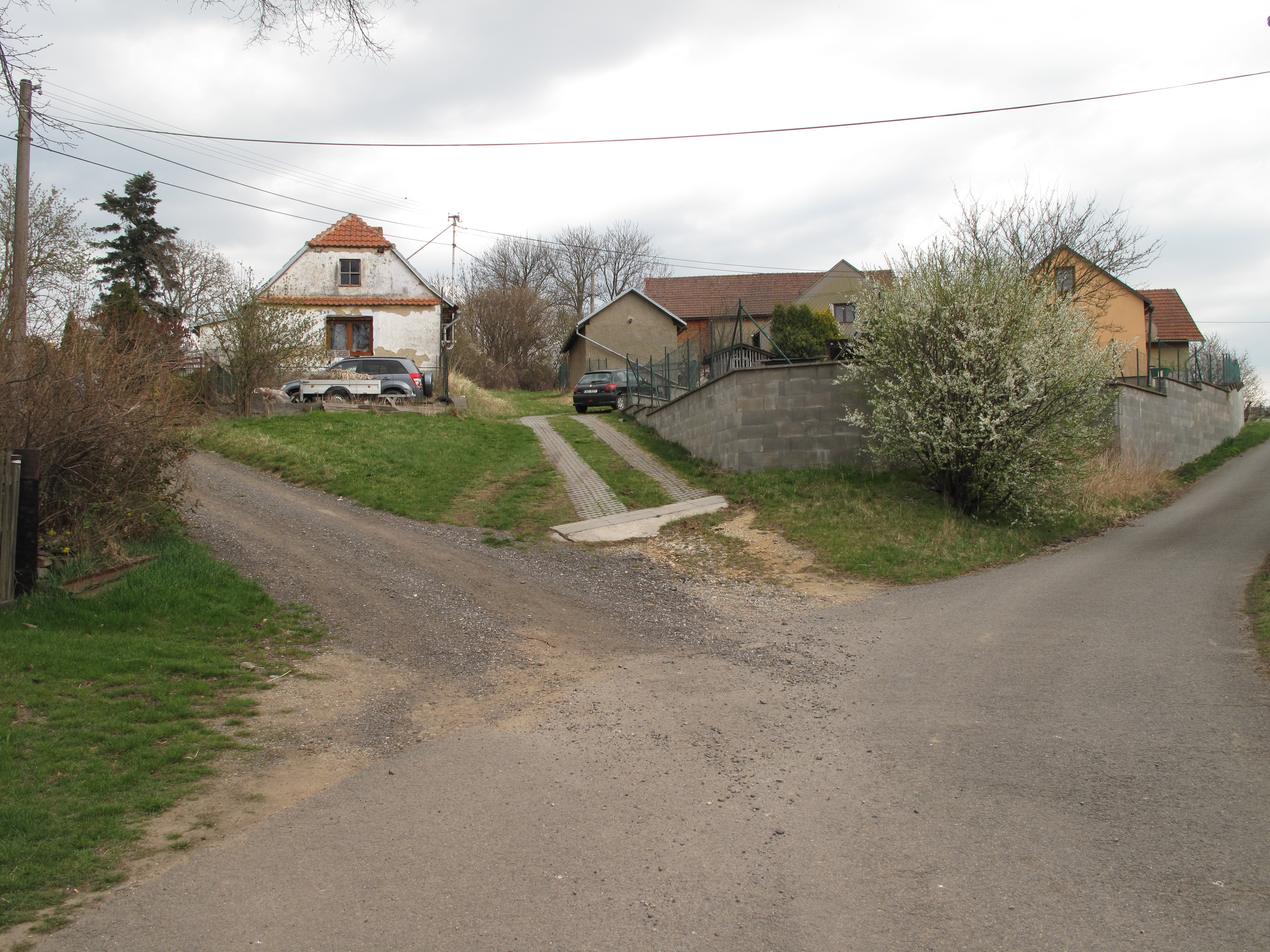
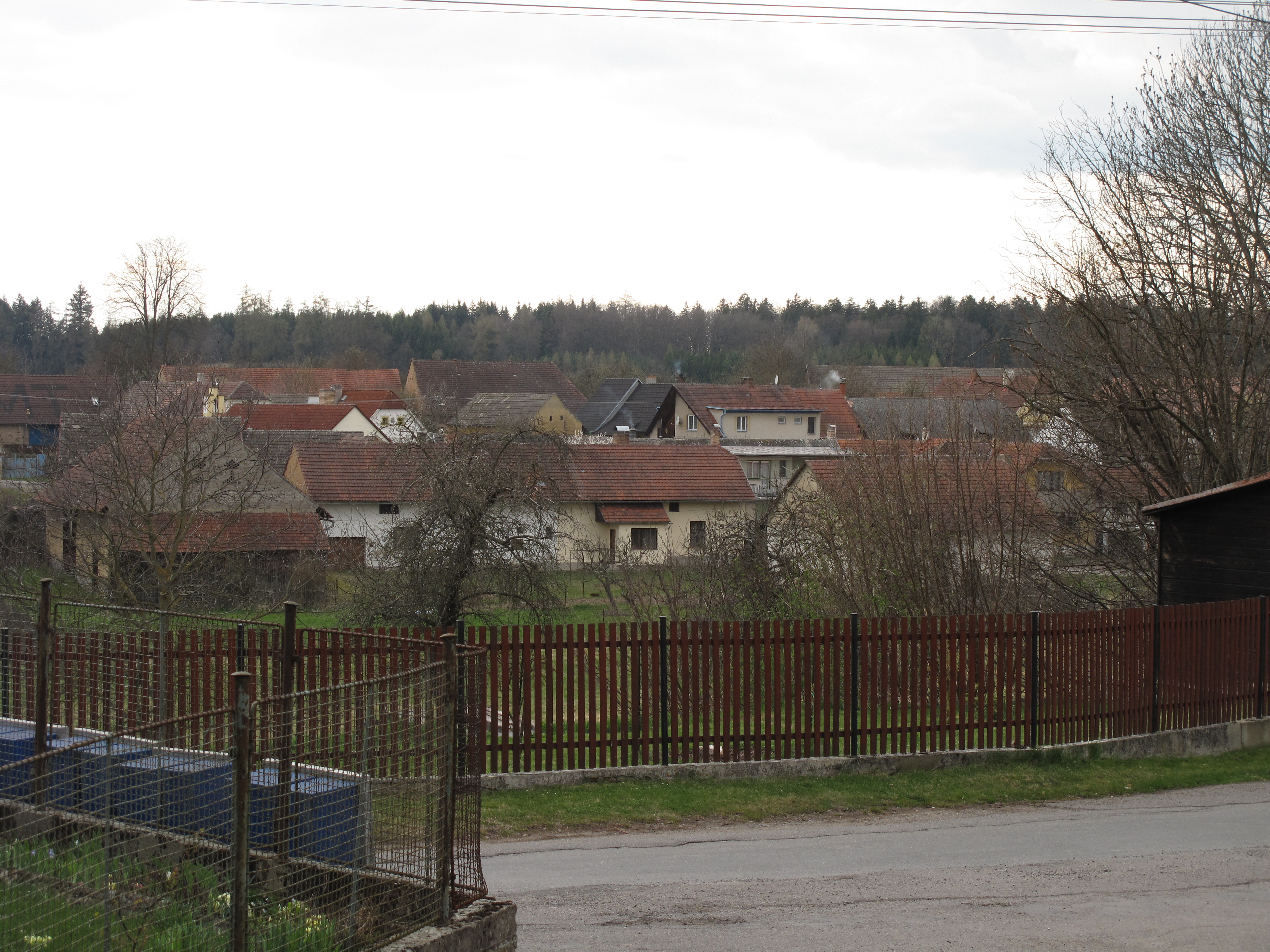
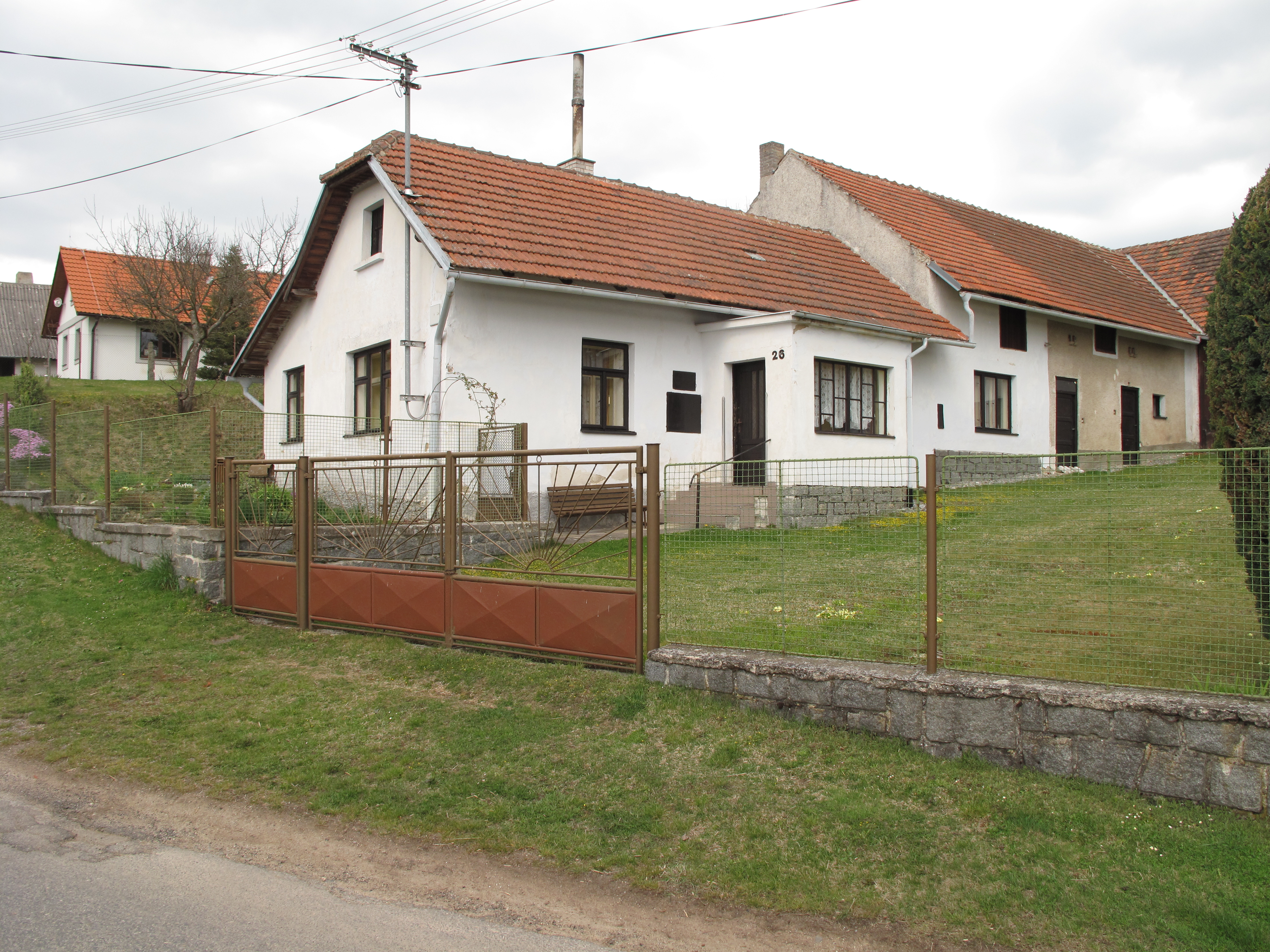